# 婉贵妃 (咸丰帝)
婉贵妃（1835年—1894年），名招格，索绰络氏，漢姓石氏。内务府正白旗管領下人。左都御史奎照之女、清朝咸丰帝之貴妃。

## 生平
婉贵妃的姑奶奶为乾隆帝的瑞貴人。她家族则是以科舉聞名的內務府世家。曾祖父德保、祖父英和與父亲奎照等人皆以詞林起家，都是飽學之士，故而推測索綽絡氏应在幼年時受到良好的教育，有一定的學識。
道光十五年九月二十七日出生。咸豐元年二月初四日，索綽絡氏參與咸豐朝第一次內務府選秀，同年二月十八日，索綽絡氏被封為婉常在，咸豐帝下達上諭：「婉常在著俟明年聽傳再行進宮」。有現代研究者認為，索綽絡氏是因為出身內務府世家而被咸豐帝破例封為常在。當時的後宮中，僅有咸豐帝登基前的妾室雲貴人武佳氏，武佳氏同樣出身內務府包衣，但是父親僅為地位卑微的披甲人。
咸豐二年五月十一日，婉常在下新進宮女子四名，《宫中档》记载索绰络氏在五月十二日被送入圓明園。根据清宫敬事房档案的记载，在同年六月三日，咸丰帝命沈贞用新宣纸一张画婉常在喜容。同时规定了纸的宽窄尺寸，交如意馆表后呈览。咸豐二年九月初九日，婉常在晉封為婉貴人 ，九月十一日，敬事房太監孫祿傳旨「婉常在著封為婉貴人，麗貴人之次，春貴人之前」。
咸豐三年六月，已降為婉常在，位序在春貴人之後，後復封為婉貴人。
咸丰四年（1855年）十二月二十四日，诏封婉嬪。咸豐五年，婉嬪看視雲嬪金棺奉移至吉安所，十二月二十八日卯時，孝靜成皇后喪期滿後，始行冊封禮。
咸豐十一年（1861年）十月初十日，同治帝即位，尊为婉妃。
同治元年二月，內務府為道光帝和咸豐帝妃嬪安排會親，定於二月十六日，婉妃會親，會親時間從早上卯時至傍晚酉時，親族人等俱出入蒼震門。
同治十三年（1874年）十一月十六日，再尊封為婉貴妃。
光绪二十年（1894年）五月十七日，婉贵妃薨逝，享年六十岁。光绪二十三年（1897年）八月初十日，金棺奉安於清東陵順水峪定陵妃園寢。

## 家族
婉貴妃家族先世原居黑龍江弗阿辣地方，此時其家族可能以地名為姓，姓弗阿辣氏。因為受到仇家的迫害，便遷居至索綽絡地方，改姓索綽絡氏，並且在天命年間歸順努爾哈赤。因為婉貴妃的八世祖黑勒「弱齡奉母入燕京」，投親於姑丈睿忠親王長史巴拜處，所以家族原先隸屬睿忠親王多爾袞府籍，後來才歸入內務府，隸正白旗。婉貴妃的七世祖布舒庫為內務府皮庫六品司庫，後升為驍騎校，曾隨將軍親王徵西，將軍親王到訪張允中家中時，擇其女配予布舒庫，張氏到京不到數月，清語純熟，有滿洲古風。婉貴妃的六世祖都圖曾為康熙帝御前親隨，官至領署總管內務府大臣，因身健如石被康熙帝賜漢姓「石」。婉貴妃的五世祖石錡為太學生；高祖父明德因瘡疾跛左足，未仕；曾祖父德保曾任廣東巡撫、總管內務府大臣、江南河道總督、浙閩總督、禮部尚書等職，其嫡長女為乾隆帝瑞貴人。婉貴妃的祖父英和曾任
總管內務府大臣、翰林院掌院學士、軍機大臣、協辦大學士、工部尚書、都統等職，父親奎照曾任內閣學士、禮部尚書、左都御史等職。
- 八世祖：黑勒
- 七世祖：布舒庫，配陝西延安府膚施縣貢生張允中之女張氏。
- 六世祖：都圖，配內務府郎中五時泰之女康氏。
- 五世祖：石錡，配內務府太學生登科之女誥贈一品夫人齊氏。
- 高祖父：明德，配內務府正白旗昭西陵茶上人四格之女誥贈一品夫人卓佳氏。
- 曾祖父：德保。
- 嫡曾祖母：王府二等衛銜咸安宮官學五品教習官瑪善之長女、貴州巡撫良卿胞妹誥封一品夫人傅察氏，乾隆帝瑞貴人生母。
- 親曾祖母：誥封一品夫人側室經氏。
- 祖父：英和。
- 祖母：原任漕運總督阿思哈第四女薩克達氏，字介文，號觀生閣主人，能詩善畫，尤擅指畫。
- 父：奎照，配浙江巡撫伊齡阿孫女（原任內務府銀庫員外郎兼佐領、武英殿總管昌儀長女）誥封一品夫人佟佳氏。
- 兄弟：錫祉，曾任長蘆鹽運使；錫瓚，早亡。
- 姐妹：輔國將軍載坤繼妻[17]。

## 軼事
咸豐帝曾問崇實：「內廷主位有無親戚？」崇實回奏曰：「錫祉是奴才長親，緣內廷婉嬪乃錫子綬胞妹，實不敢明言有親也」，崇實的嫡曾祖母索綽羅氏為婉嬪祖父英和的從姐，而婉嬪的家族與崇實的家族關係密切，婉嬪祖父英和是崇實之父麟慶的座師，但是因為崇實與婉嬪只是輾轉的親戚關係，故而崇實「不敢明言有親」。　　

## 影视作品
- 電視劇

| 年份 | 劇名   | 演員   | 剧中姓名  | 劇中稱謂 |
| 2012 | 大太監 | 李詩韻 | 索綽絡·婉 | 婉太嬪   |